# حادثه آننا

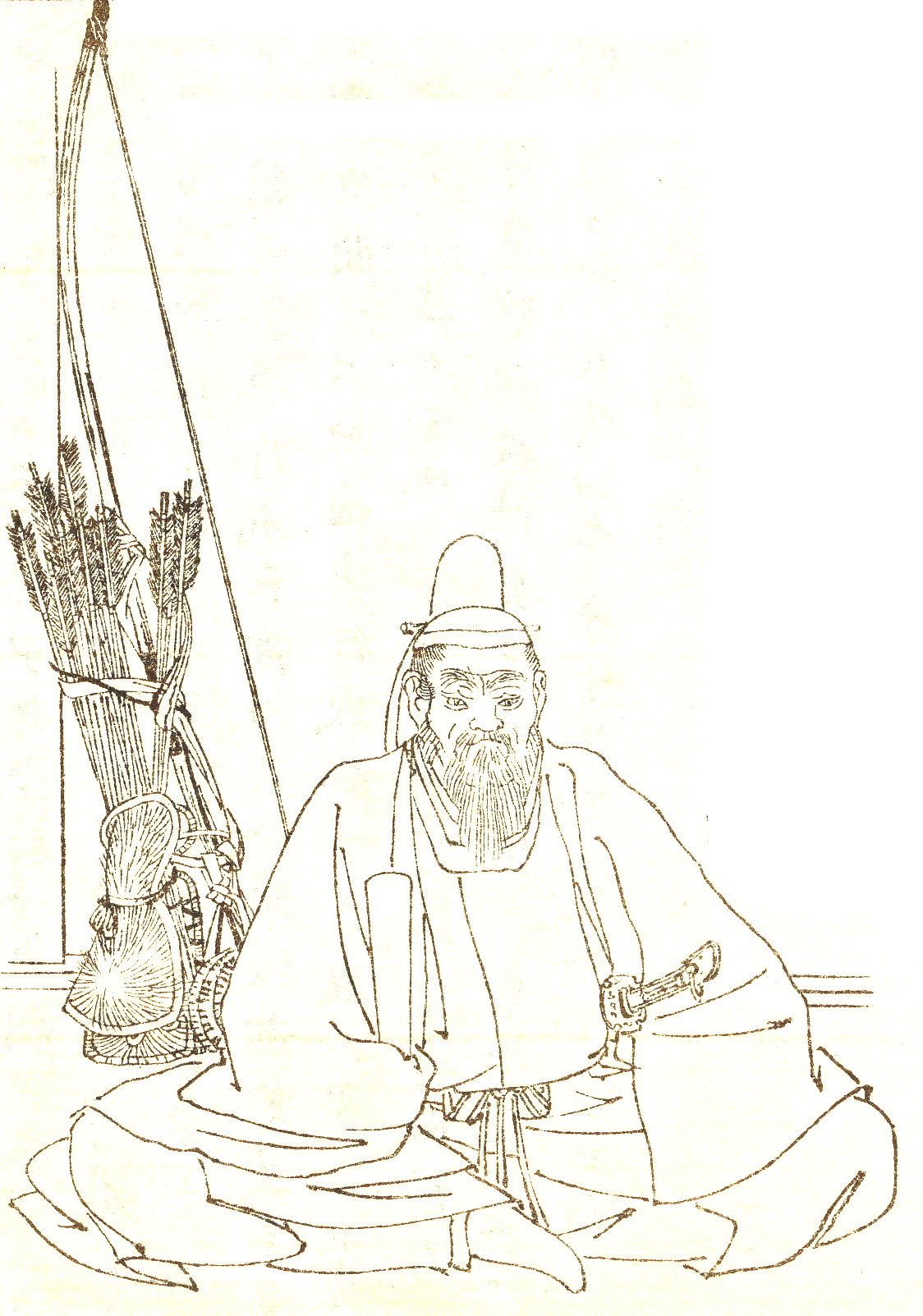
میناموتو نو میتسوناکا (هبر و بنیانگذار خاندان میناموتو/کاواچی گنجی

حادثه آننا (به ژاپنی: 安和の変 あんなのへん)، اشاره به حادثه ای در سال ۹۶۹ میلادی دوره هی‌آن دارد که در طی آن خاندان فوجیوارا سایر خاندان‌ها را از قدرت محروم کرد. میناموتو نو میتسوناکا (هبر و بنیانگذار خاندان میناموتو/کاواچی گنجی)، سادایجین (وزیر چپ) به دلیل اخباری مبنی بر شورش توسط میناموتو نو میتسوناکا و دیگران برکنار شد. از آن به بعد، نایب‌السلطنه‌ها و کانپاکو به‌طور دائم از خاندان فوجیوارا برگزیده شدند.
در «خیزش جنپی و سوسوکیکی» که در دوره‌های بعدی نوشته شده است، نوشته شده است که میناموتو نو تاکاآکیرا از شاهزاده تامه‌هیرا  در استان‌های شرقی استقبال و شورش کرد و سعی کرد او را امپراتور کند، اما ارزش آن به عنوان یک سند تاریخی به رسمیت شناخته نشده است.
از آنجایی که شصت و سومین امپراتور ژاپن امپراتور ری‌زی از بیماری روانی رنج می‌برد، که از زمانی که او ولیعهد بود مشکل‌ساز شده بود، فوجیوارا نو سانه‌یوری به عنوان کانپاکو به عنوان دستیار او و جانشین در نظر گرفته شد. با این حال، دو برادر کوچکتر او از یک مادر، شاهزاده امپراتوری تامه‌هیرا (چهارمین پسر امپراتور موراکامی که با زنی از خاندان میناموتو ازدواج کرده بود، توصیه شده توسط وزیر چپ، میناموتو نو تاکاآکیرا (源高明) و برادر کوچکتر او شاهزاده امپراتوری موری‌هیرا (هفتمین شاهزاده امپراتور موراکامی، توصیه شده توسط فوجیوارا نو موریتادا، (وزیر راست)، نامزدهای ولیعهدی بودند. در نهایت برادر کوچکتر موری‌هیرا، پس از درگیری بر سر این امر با حمایت خاندان فوجیوارا، ولیعهد و سپس امپراتور شد. درگیری‌های بیشتر به حادثه آننا (安和の変) گسترش یافت، و میناموتو نو تاکاآکیرا تنزل رتبه یافت و در اوت ۹۶۹، امپراتور ری‌زی تاج و تخت را به برادر ناتنی کوچکتر خود، امپراتور انیو (ژاپن)، واگذار کرد و امپراتور بازنشسته شد. فوجیوارا نو سانه‌یوری از مقام کانپاکو نایب‌السلطنه امپراتور بزرگسال به سمت سشو نایب‌السلطنه امپراتور نابالغ تغییر پیدا کرد، و از آن زمان به بعد انتصاب نایب‌السلطنه مختص و محدود به خاندان فوجیوارا شد.